# Autovetture Mercedes-Benz a motore posteriore
Durante gli anni trenta, la Casa automobilistica tedesca Mercedes-Benz si è cimentata anche nella produzione di autovetture a motore posteriore.

## Contesto storico
Tale genere di autovetture hanno una storia che affonda le radici all'epoca in cui Ferdinand Porsche ancora lavorava alla Daimler-Benz come capo ufficio tecnico. Questa storia si intreccia inoltre con tutti quegli avvenimenti storici che hanno portato alla nascita della Volkswagen Maggiolino, come l'ascesa al potere di Adolf Hitler e l'invasione della Cecoslovacchia nel 1938. 

Durante il suo periodo alla Daimler-Benz, Ferdinand Porsche ha dato i natali a numerose vetture di lusso presso la Casa tedesca, ma il suo sogno è sempre stato quello di progettare una vettura che fosse per tutti o quasi. Tale idea venne però scartata dai vertici Daimler-Benz. Di lì a poco Ferdinand Porsche rassegnò le sue dimissioni per approdare alla Steyr-Werke e per poi aprire il suo studio ingegneristico. 

Ma nel 1929 si verificò un altro evento assai significativo, ossia il crollo della Borsa di New York e l'avvento della Grande depressione. Le Case automobilistiche che ancora avevano le risorse economiche, presero ad investire maggiormente in autovetture di fascia inferiore rispetto alla loro consueta produzione. La Mercedes-Benz fu tra queste e dopo aver lanciato la Typ 170, prese ispirazione dai primi prototipi Tatra con carrozzeria aerodinamica e a motore posteriore, assai innovative per l'epoca. In particolare, ad ispirare la Mercedes-Benz fu il prototipo Tatra V570 (vedi foto) del 1931. Esso fu la vera fonte di ispirazione della Mercedes-Benz per le sue future vetture a motore posteriore. In questo modo, data la profonda crisi economica in atto, la Daimler-Benz fu costretta a tornare sui suoi passi e a rivalutare la vecchia idea di Ferdinand Porsche.

Tutti questi fattori avranno una notevole ripercussione sullo sviluppo produttivo delle Mercedes-Benz a motore posteriore, anche negli anni successivi, a causa dell'intento di Herr Porsche di realizzare la sua agognata "vettura del popolo", obiettivo raggiunto grazie all'appoggio del Reichsführer Adolf Hitler e ad alcune manovre tutt'altro che ortodosse. Infatti, la realizzazione del Maggiolino si è protratta per quasi tutti gli anni '30 ed ha richiesto la partecipazione di alcune case automobilistiche, tra cui la stessa Daimler-Benz, la quale sperimentando prototipi della futura "auto del popolo", ha immesso via via sul mercato alcune evoluzioni di quelli che erano i primi modelli di serie a motore posteriore. Come si vedrà in seguito, la 170H, ultima Mercedes-Benz di serie a motore posteriore, somigliava in modo impressionante al futuro Maggiolino, sia per l'impostazione tecnica che per la forma della carrozzeria.

## Primi prototipi
Il primissimo prototipo Mercedes-Benz, ispirato fortemente alla Tatra V570 del 1931, vide la luce già in quello stesso anno: il suo codice di progetto era W17, mentre la denominazione ufficiale era 120H (vedi foto). Era una vettura caratterizzata da una coda assai profilata, che montava un motore boxer da 1.2 litri e 25 CV, in grado di spingere l'auto ad 88 km/h di velocità massima.

Un secondo prototipo, tecnicamente molto più interessante, venne ultimato nel 1933. Tale prototipo recava la sigla di progetto W25D ed era denominato 175D. La lettera "D" stava ad indicare la presenza di un tricilindrico diesel sotto il cofano posteriore. Tale motore, della cilindrata di 1.8 litri, era identificato con la sigla OM134 ed era in grado di erogare 30 CV di potenza massima. La velocità massima era di 96 km/h.

## Typ 130 (W23)
La prima Mercedes-Benz a motore posteriore prodotta in serie fu la 130 (sigla di progetto W23). Spesso tale modello viene indicato anche come 130H, dove la lettera "H" sta per "Heck", che in tedesco sta per "posteriore". Ma in realtà la denominazione ufficiale era semplicemente 130 e la lettera "H", peraltro usata spesso anche per la 150, trovava riscontro ufficiale solo per il modello 170H. 

La 130 fu presentata al Salone dell'automobile di Berlino nel febbraio 1934. Caratterizzata da forme tondeggianti, la 130 era stata proposta con carrozzeria berlina a due porte, trasformabile (berlina con tetto completamente apribile), cabriolet o kübelwagen (allestita per utilizzo militare). 

La vettura montava il quadricilindrico Mercedes-Benz M23 da 1.3 litri, in grado di erogare fino a 26 CV di potenza massima. 

Il telaio a trave tubolare centrale della 130H proponeva soluzioni decisamente moderne per l'epoca, come le sospensioni a ruote indipendenti con avantreno a doppia balestra trasversale e retrotreno a semiassi oscillanti e molle elicoidali.

Il cambio era a 3 marce più overdrive ed era montato immediatamente davanti all'asse posteriore. L'impianto frenante era di tipo idraulico con 4 tamburi.

La 130 raggiungeva una velocità massima di 92 km/h, ma la distribuzione dei pesi non ottimale ne rendeva difficoltoso il controllo. La 130 non ottenne molto successo e venne tolta di produzione nel 1936 dopo essere stata prodotta in 4298 esemplari.

## Typ 150 (W30)

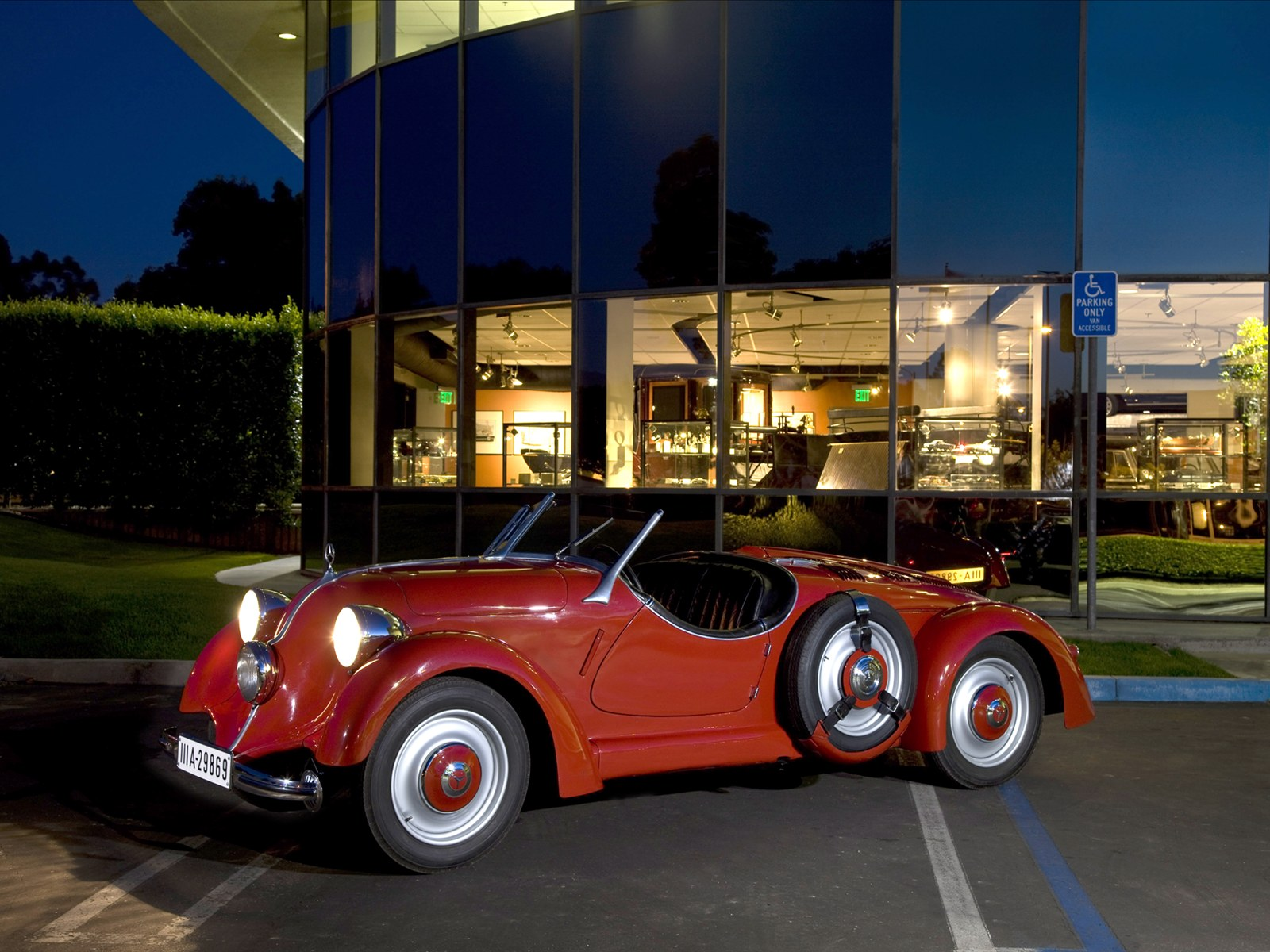
Una Typ 150

Introdotta nel 1935, la 150 venne offerta unicamente con carrozzeria roadster. Era derivata da una coupé assai profilata, realizzata sulla base della 130. Tale coupé, che era denominata come sport-limousine, era stata utilizzata nel 1934 per una gara tenutasi in quell'anno in Germania. Tale modello da gara montava una versione elaborata del 1.3 utilizzato su strada e portato ad 1.5 litri, con in più l'aggiunta della distribuzione a valvole in testa con asse a camme laterale, aste e bilancieri. Tale motore, denominato M23, erogava 55 CV di potenza massima e venne montato anche sulla 150 roadster di serie, la quale riuscì a raggiungere una velocità massima di 125 km/h.

In realtà, nonostante l'aspetto accattivante e le ottime prestazioni (per l'epoca), la 150 si dimostrò poco pratica, perché se il motore era sistemato posteriormente, il serbatoio venne spostato davanti, rubando quindi moltissimo spazio altrimenti destinato ai bagagli. Inoltre, la vettura era troppo costosa per la fascia di mercato cui era destinata.

Perciò, anche in questo caso, la vettura riscosse uno scarso successo di vendite. In circa un anno ne furono prodotti unicamente 20 esemplari più 6 roadster da gara.

Anche la 150, come la 130 non recava ufficialmente la lettera "H" finale, nonostante molte fonti la indichino come "150H". Ma in questo caso è esistita anche una 150V, dotata dello stesso motore ma posto anteriormente, prodotta in piccola serie ed anch'essa priva di successo. Considerata poco più che un prototipo, la 150V non è mai stata inclusa nella lista dei modelli Mercedes-Benz ufficialmente posti in commercio, quanto piuttosto in quelli sperimentali. Per questo motivo, quella che spesso viene chiamata 150H è in realtà denominata 150.

## Typ 170H (W28)

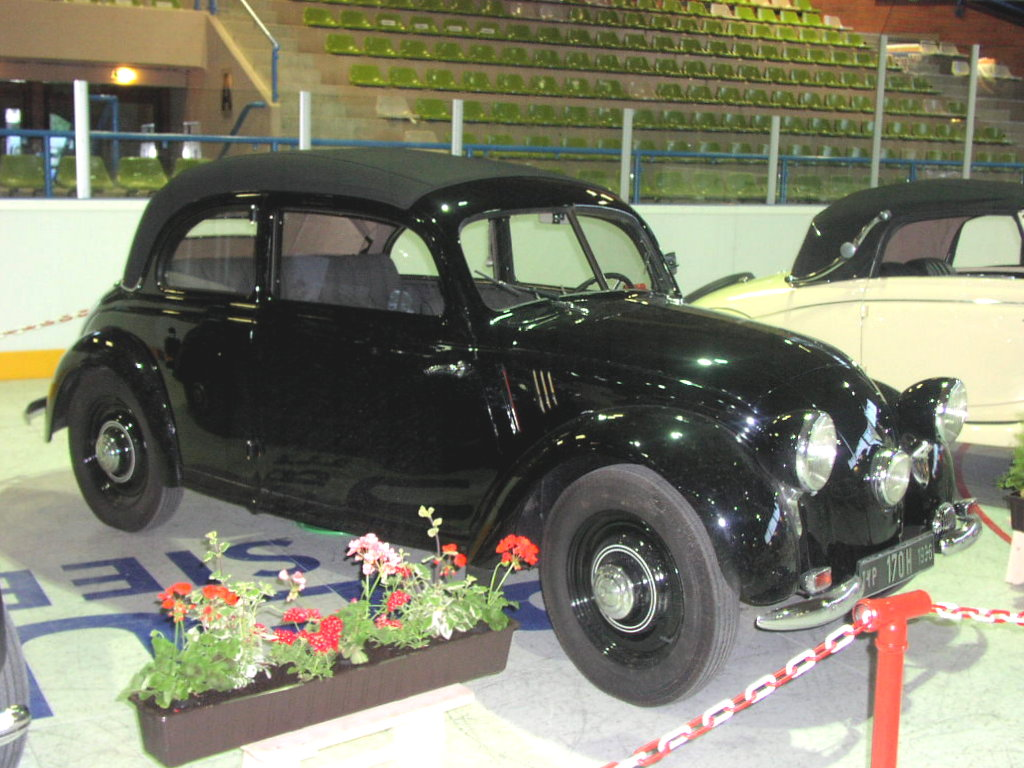

Nel 1936 venne introdotta la 170H, unica Mercedes-Benz a motore posteriore a recare ufficialmente la lettera "H" nella sua denominazione. Ciò era dovuto alla contemporanea presenza in listino della 170V, dotata dello stesso motore della 170H, ma sistemato anteriormente ("V" stava per "vorn", che in tedesco significa "anteriore"). La 170H montava quindi la stessa unità motrice M136 da 1.7 litri della 170V. Tale motore, nuovamente a valvole laterali, erogava fino a 38 CV e spingeva la vettura ad una velocità massima di 110 km/h. Il resto della meccanica ricalcava quanto già visto negli altri due modelli. Anche le carrozzerie erano le stesse già proposte con la 130. Della 170H non risultano però modelli proposti in versione kübelwagen. Anche in questo caso, le vendite non furono eccezionali: dal 1936 al 1939 furono prodotti solo 1507 esemplari di 170H, a causa del prezzo sempre troppo elevato e della condotta su strada, poco gestibile per via del pessimo bilanciamento delle masse tra avantreno e retrotreno.